# بي إم دبليو زد 4 (أي 85)
بي إم دبليو زد 4 (بالإنجليزية: BMW Z4 (E85))‏ هي سيارة من تصنيع شركة بي إم دبليو.